# 田村政美
田村 政美（たむら まさみ、1964年〈昭和39年〉10月15日 - ）は、千葉県出身の日本の外交官。
在インドネシア大使館公使などを経て、2023年10月から外務省研修所長を務める。

## 略歴
- 1989年3月　京都大学法学部卒業
- 1989年4月　外務省入省
- 2006年3月　在バングラデシュ日本国大使館 一等書記官
- 2006年7月　在バングラデシュ日本国大使館 参事官
- 2009年7月　在英国日本国大使館 参事官
- 2012年9月　国際協力局気候変動課企画官
- 2012年9月　国際協力局気候変動課長
- 2014年7月　国際協力局地球規模課題総括課長
- 2015年12月　内閣官房副長官補付 内閣参事官 兼 内閣官房沖縄連絡室
- 2018年7月　外務省大臣官房参事官 兼 アジア大洋州局、アジア大洋州局南部アジア部
- 2020年7月　在インドネシア日本国大使館 公使
- 2023年10月　外務省研修所長

## 同期
- 相航一（23年アメリカ特命全権公使・21年アメリカ公使）
- 赤堀毅（24年外務審議官（経済担当）・22年地球規模課題審議官）
- 赤松秀一（21年上海総領事）
- 安藤俊英（24年中東アフリカ局長・22年領事局長）
- 市川恵一（23年内閣官房副長官補・22年総合外交政策局長・20年北米局長）
- 岡井朝子（23年バーレーン大使・18年国連事務次長補）
- 加納雄大（23年ユネスコ大使・22年内閣府国際平和協力本部事務局長・21年南部アジア部長）
- 城内実（14年外務副大臣・03年衆議院議員）
- 齋田伸一（23年国際平和協力本部事務局長・22年アフリカ部長・20年アメリカ公使・16年エチオピア大使）
- 志水史雄（22年大臣官房長・20年中華人民共和国公使、18年アフリカ連合代表部大使）
- 曽根健孝（22年在ロサンゼルス総領事）
- 浜田隆（23年瀋陽総領事・21年内閣情報調査室内閣審議官兼国際テロ情報集約室次長）
- 中込正志（22年欧州局長・21年内閣総理大臣秘書官）
- 長岡寛介（24年チェコ大使・21年中東アフリカ局長・19年大臣官房審議官）
- 鯰博行（25年外務審議官（政務担当）・23年アジア大洋州局長・22年経済局長・21年国際法局長）
- 星野芳隆（23年エルサルバドル大使・21年スポーツ庁審議官）
- 松永健（23年トロント総領事）
- 山本恭司（19年フィリピン公使）
- 米谷光司（21年アフリカ部長・17年ジブチ大使）